# The Hedgehog and the Fox
The Hedgehog and the Fox é um ensaio do filósofo Isaiah Berlin. Foi um dos ensaios mais populares de Berlin junto do público em geral. O próprio Berlin disse do ensaio: "Nunca o levei muito a sério. Considerava-o como uma espécie de jogo intelectual agradável, mas foi levado a sério. Cada classificação lança luz sobre alguma coisa."

## Título
O título é uma referência a um fragmento atribuído ao poeta  grego antigo Arquíloco: πόλλ' οἶδ' ἀλώπηξ, ἀλλ' ἐχῖνος ἓν μέγα
("a raposa sabe muitas coisas, mas o ouriço-terrestre sabe de uma coisa grande"). Na obra Adagia de 1500 de Erasmo de Roterdao, a expressão é registada como Multa novit vulpes, verum echinus unum magnum. A fábula A raposa e o gato incorpora a mesma ideia.

## Resumo
Berlin usa esta ideia para dividir os escritores e os pensadores em duas categorias: os ouriços-terrestres que vêem o mundo através da lente de uma única ideia definidora (nos exemplos dados inclui Platão, Lucrécio, Dante, Pascal, Hegel, Dostoevsky, Nietzsche, Ibsen, Proust, e Fernand Braudel) e as raposas que elaboram baseados numa grande variedade de experiências e para quem o mundo não pode ser resumido numa única ideia (nos exemplos dados inclui Herodoto, Aristóteles, Erasmo, Shakespeare, Montaigne, Molière, Goethe, Pushkin, Balzac, Joyce e Anderson).
Virando-se para Tolstói, Berlin alega que à primeira vista, Tolstói escapa à definição de qualquer destes dois grupos. Ele postula, pelo contrário, que, enquanto que os talentos de Tolstói são os de uma raposa, as suas crenças e de cada um deveria ser um ouriço , e as sim as próprias e amplas avaliações de Tolstói, do seu próprio trabalho são enganadoras. Berlin passa a usar esta ideia de Tolstói como a base para a análise da teoria da história que Tolstói apresenta no seu romance Guerra e Paz Na última metade do ensaio, Berlim explica Tolstói com uma comparação desenvolvida entre ele e o pensador francês do início do século XIX Joseph de Maistre, de quem Tolstói era conhecedor, uma comparação que ganha sabor porque enquanto Tolstói e de Maistre possuiam visões fortemente contrastantes em assuntos mais superficiais, tinham algumas opiniões profundamente semelhantes sobre a natureza fundamental da existência e os limites de uma abordagem científica e racional dela. Nos parágrafos finais do ensaio, Berlin reafirma a sua tese que Tolstói era por natureza uma raposa, mas por convicção um ouriço e prossegue dizendo que esta divisão dentro de si mesmo causou ao Russo uma grande dor no final da sua vida.
O ensaio tem sido publicado separadamente e como parte da colectânea 'Pensadores Russos', editado por Henry Hardy e Aileen Kelly. O ensaio também aparece na antologia amplamente representativa de ensaios de Berlin intitulada O Estudo Correcto da Humanidade.

## Influências
Alguns autores (Michael Walzer, por exemplo) têm usado o mesmo padrão de descrição no próprio Berlin, como uma pessoa que sabe muitas coisas, em comparação com a suposta estreiteza de muitos outros  filósofos políticos contemporâneos. O antigo aluno de Berlin, o filósofo canadiano Charles Taylor, foi apelidado de ouriço por Berlin, o que aquele prontamente aceitou numa entrevista após receber o Prémio Templeton de 2007.
Philip E. Tetlock, um professor de psicologia política na faculdade Haas Business daUC, Berkeley, inspira-se profundamente nesta distinção na sua investigação da precisão dos especialistas e de quem faz previsões em várias áreas (especialmente em política) no seu livro de 2005 Expert Political Judgment: How Good Is It? How Can We Know? (Avaliacao Política de Especialista: Qual a sua qualidade? Como podemos saber?).
O historiador Joseph J. Ellis, no seu Founding Brothers  (Irmãos fundadores: A Geração Revolucionária) sobre figuras-chave da revolução americana, usa o conceito "Ouriço e Raposa" de Berlin na avaliação de George Washington, notando que "George Washington era um ouriço arquetípico. E a única coisa grande que ele sabia era que o futuro dos EUA enquanto nação estava no Oeste, no seu desenvolvimento ao longo do século seguinte de um império continental," o que foi uma das razões, de acordo com Ellis, de Washington se ter dedicado à construção de canais.
James C. Collins refere-se a esta história no seu livro Good to Great (do Bom para o Grande) em que mostra claramente a sua preferência pela mentalidade de Ouriço.
Claudio Véliz usa a ideia de Berlin para fazer o contraste entre a Anglosfera e os padrões espanhóis de colonização e governo no seu livro de 1994 The New World of the Gothic Fox Culture and Economy in English and Spanish America (O Mundo Novo da Cultura Gótica da Raposa e da Economia nas Américas Inglesa e Espanhola).
O livro Justice for Hedgehogs (Justiça para Ouriços) (2011) do filósofo jurídico Ronald Dworkin, que argumenta a defesa de um único, abrangente e coerente quadro de verdade moral, retira o título do conceito de ouriço de Berlin.
O historiador musical Berthold Hoeckner aplica e amplia a comparação de Berlin no seu ensaio de 2007 "Wagner and the Origin of Evil" (Wagner e a origem do mal). Uma das ideias-chave do Hoeckner é que a historiografia do anti-semitismo de Wagner, tal como a do Holocausto, tem dois principais ramos: um ramo de tipo ouriço, o do funcionalista, que vê os golpes polêmicos do compositor sobre a cultura judaica como mera retórica assimilacionista e um ramo tipo raposa, o de intencionalista - que os vê, em vez disso, como expressões violentas de um genuino eliminacionista  anti-semita.
No seu livro Wittgenstein's Place in Twentieth Century Analytic Philosophy (O lugar de Wittgenstein na filosofia analítica do século XX), o filósofo de Oxford P. M. S. Hacker usa essa metáfora para comparar o Tolstói de Berlin, "uma raposa por natureza, mas um ouriço por convicção", com o filósofo de origem austríaca Ludwig Wittgenstein, que era "por natureza, um ouriço, mas que se transformou depois de 1929, por um grande esforço intelectual e imaginativo, numa raposa paradigmática."
No seu livro de 2012, campeão de vendas segundo o New York Times, The Signal and the Noise (O sinal e o ruído), o especialista em previsões Nate Silver incita os leitores a serem "mais raposas" após resumir a distinção de Berlin. Ele cita a obra de Philip Tetlock sobre a precisão das previsões políticas nos Estados Unidos durante a guerra fria enquanto ele era um professor de ciência política na Universidade da Califórnia em Berkeley. A página de notícias de Silver fivethirtyeight.com, quando foi lançada em março de 2014 também adotou a raposa como seu logotipo "como uma alusão ao" trabalho original de Arquíloco.

## Edições
- The Hedgehog and the Fox: An Essay on Tolstoy’s View of History, London: Weidenfeld & Nicolson, 1953; New York, 1953: Simon and Schuster; New York, 1957: New American Library; New York, 1986: Simon and Schuster, com uma introducção de Michael Walzer.
- Berlin, Isaiah (25 de março de 2008),  Hardy, Henry; Kelly, Aileen, eds., Russian Thinkers, ISBN 978-0-14-144220-4, Penguin; introdução de Aileen Kelly; Glossário de Jason Ferrell.